# Taigete
Taigete (in greco antico: Ταϋγέτη?, Taygétē) è un personaggio della mitologia greca ed una delle Pleiadi, figlie del primo leggendario re della Mauretania, il titano Atlante e di Pleione.

## Mitologia
Taigete cercò di sfuggire a Zeus, che voleva concupirla, invocando Artemide che la trasformò in cerbiatta. Tornata alla forma umana Taigete consacrò alla dea cacciatrice la Cerva di Cerinea.
Secondo altri miti Zeus riuscì ugualmente ad unirsi a lei e da loro venne generato Lacedemone.

Nel IV libro delle Georgiche, Virgilio cita Taigete, in riferimento ai due momenti propizi nel corso dell'anno per raccogliere il miele:
"Bis gravidos cogunt fetus, duo tempora messis:/ Taygete simul os terrist ostendit honestum/ Plias et Oceani spretos pede reppulit amnis,/ aut eadem sidus fugiens ubi Piscis aquosi/ tristior hibernas caelo descendit in undas. ("Due volte si raccolgono i ricchi prodotti delle api, due sono le messi:/ non appena Taigete la Pleiade mostra alla terra il suo bel volto/ e sprezzante col piede respinge le acque di Oceano/ e quando fuggendo dall'umida stella dei Pesci/ assai triste discende dal cielo tra le onde invernali). 
La costellazione delle Pleiadi sorge tra la fine di aprile e l'inizio di maggio, e tramonta tra ottobre e novembre. Questi sono i due periodi migliori, secondo il poeta mantovano, per la raccolta dei mieli.